# Светско првенство у алпском скијању 2011 — слалом за мушкарце
Такмичење у слалому на Светском првенству у алпском скијању 2011. у мушкој конкуренцији у Гармиш-Партенкирхену одржано је као последња једанаеста трка последњег дана првенства у недељу 20. фебруара на стази Гудиберг. Прва вожња је почела у 10:00 по локалном времену, а друга у 13:30 часова.

## Карактеристике стазе
Карактеристике стазе су:
- Назив стазе Гудиберг
- Старт: на 960 метара надморске висине
- Циљ: на 750 метара надморске висине
- Висинска разлика: 210 м
- Број капија 1. стаза 64, а 2. стазе 63
- Стазу за 1. вожњу поставио је:  Француска
- Стазу за 2. вожњу поставио је: M. Pfeifer  Шведска
- Температура: старт 0 °C, циљ + 1 °C, магловито

## Земље учеснице
У финалу је учествовало 100 скијаша из 55 земаља.
| - Андора (1) - Аргентина (2) - Аустралија (1) - Аустрија (5) - Азербејџан (1) - Белорусија (1) - Белгија (2) - Босна и Херцеговина (1) - Бразил (1) - Бугарска (2) - Канада (4) - Чиле (1) - Кина (1) - Хрватска (3) | - Кипар (1) - Чешка (4) - Данска (1) - Финска (4) - Француска (4) - Грузија (1) - Грчка (1) - Холандија (1) - Израел (1) - Иран (1) - Исланд (1) - Италија (4) - Јапан (1) - Јерменија (1) | - Јужна Кореја (2) - Јужна Африка (1) - Казахстан (1) - Летонија (1) - Литванија (1) - Лихтенштајн (1) - Мађарска (1) - Република Македонија (1) - Монако (1) - Молдавија (1) - Црна Гора (1) - Немачка (2) - Норвешка (3) - Нови Зеланд (1) | - Пољска (1) - Румунија (1) - Русија (2) - САД (4) - Словачка (2) - Словенија (2) - Шпанија (1) - Швајцарска (4) - Шведска (4) - Турска (1) - Узбекистан (1) - Украјина (1) - Уједињено Краљевство (2) |

- У загради се налази број спортиста који су се такмиче за ту земљу у овој дисциплини

## Победници
| Злато:                     | Сребро:              | Бронза:              |
| Жан-Батист Гранж Француска | Јенс Бигмарк Шведска | Манфред Мелг Италија |

|  | \|\| |

## Резултати
| Плас.  | Ст. бр. | Име                              | Држава               | 1. вожња        | Плас.           | 2. вожња        | Плас.           | Укупно          | Заостатак       |
| ------ | ------- | -------------------------------- | -------------------- | --------------- | --------------- | --------------- | --------------- | --------------- | --------------- |
| Злато  | 2       | Жан-Батист Гранж                 | Француска            | 51,30           | 1               | 50,42           | 10              | 1:41,72         |                 |
| Сребро | 18      | Јенс Бигмарк                     | Шведска              | 52,39           | 6               | 49,76           | 4               | 1:42,15         | +0,43           |
| Бронза | 1       | Манфред Мелг                     | Италија              | 51,52           | 2               | 50,81           | 17              | 1:42,33         | +0,61           |
| 4      | 14      | Марио Мат                        | Аустрија             | 53,11           | 15              | 49,43           | 1               | 1:42,54         | +0,82           |
| 5      | 8       | Жилијен Кузино                   | Канада               | 52,95           | 13              | 49,64           | 2               | 1:42,59         | +0,87           |
| 6      | 25      | Наоки Јуаса                      | Јапан                | 52.60           | 9               | 50.08           | 9               | 1:42.68         | +0.96           |
| 7      | 16      | Кристијан Девил                  | Италија              | 53,11           | 15              | 49,67           | 3               | 1:42,78         | +1,06           |
| 8      | 6       | Ивица Костелић                   | Хрватска             | 52,32           | 5               | 50,56           | 11              | 1:42,88         | +1,16           |
| 9      | 11      | Манфред Прангер                  | Аустрија             | 52,41           | 7               | 50,62           | 15              | 1:43,03         | +1,31           |
| 10     | 5       | Андре Мирер                      | Шведска              | 51,87           | 3               | 51,35           | 21              | 1:43,22         | +1,50           |
| 11     | 10      | Аксел Бек                        | Шведска              | 52,59           | 8               | 50,90           | 19              | 1:43,49         | +1,77           |
| 12     | 3       | Матијас Харгин                   | Шведска              | 52,27           | 4               | 51,32           | 20              | 1:43,59         | +1,87           |
| 13     | 20      | Митја Валенчич                   | Словенија            | 53,03           | 14              | 50.60           | 13              | 1:43.63         | +1.91           |
| 14     | 22      | Урс Имбоден                      | Молдавија            | 53,75           | 23              | 50,03           | 7               | 1:43,78         | +2,06           |
| 15     | 29      | Нолан Каспер                     | САД                  | 53,16           | 17              | 50,67           | 16              | 1:43,83         | +2,11           |
| 16     | 28      | Филип Трејбал                    | Чешка                | 54,04           | 27              | 49,80           | 6               | 1:43,84         | +2,12           |
| 17     | 39      | Алекси Пентиро                   | Француска            | 54,13           | 29              | 49,78           | 5               | 1:43,91         | +2,19           |
| 18     | 33      | Кристоф Драјер                   | Аустрија             | 53,95           | 26              | 50,07           | 8               | 1:44,02         | +2,30           |
| 19     | 17      | Тед Лигети                       | САД                  | 52,78           | 12              | 51,39           | 22              | 1:44,17         | +2,45           |
| 20     | 26      | Тревор Вајт                      | Канада               | 53,84           | 25              | 50,58           | 12              | 1:44,42         | +2,70           |
| 21     | 43      | Фриц Допфер                      | Немачка              | 53,63           | 21              | 50,88           | 18              | 1:44,51         | +2,79           |
| 22     | 37      | Стефано Грос                     | Италија              | 54.33           | 32              | 50.60           | 13              | 1:44.93         | +3.21           |
| 23     | 23      | Ларс Елтон Мире                  | Норвешка             | 53,55           | 20              | 52,02           | 25              | 1:45,57         | +3,85           |
| 24     | 51      | Адам Зампа                       | Словачка             | 54,08           | 28              | 51.56           | 23              | 1:45.64         | +3.92           |
| 25     | 30      | Жистин Миризје                   | Швајцарска           | 55.49           | 37              | 51.79           | 24              | 1:47.28         | +5.56           |
| 26     | 34      | Килијан Албрехт                  | Бугарска             | 55,12           | 35              | 52,52           | 26              | 1:47,64         | +5,92           |
| 27     | 41      | Маркус Фогел                     | Швајцарска           | 54.15           | 30              | 53.60           | 29              | 1:47.75         | +6.03           |
| 28     | 53      | Рјоносуке Окоши                  | Јапан                | 55.50           | 38              | 53.13           | 27              | 1:48.63         | +6.91           |
| 29     | 56      | Кристијан Хавијен Симари Биркнер | Аргентина            | 55,53           | 31              | 53,85           | 31              | 1:49,38         | +7,66           |
| 30     | 75      | Филип Зубчић                     | Хрватска             | 57,22           | 43              | 53,26           | 28              | 1:50,48         | +8,76           |
| 31     | 59      | Никола Чонгаров                  | Бугарска             | 57,39           | 44              | 53,61           | 30              | 1:51,00         | +9,28           |
| 32     | 72      | Руђер Видоса                     | Андора               | 57,10           | 42              | 54,03           | 32              | 1:51,13         | +9,41           |
| 33     | 62      | Јерке Ван ден Богерт             | Белгија              | 57,04           | 41              | 54,97           | 34              | 1:52,01         | +10,29          |
| 34     | 70      | Оливије Жено                     | Монако               | 58,53           | 46              | 54,58           | 33              | 1:53,11         | +11,39          |
| 35     | 63      | Мајк Ришворт                     | Аустралија           | 58.62           | 47              | 55.13           | 35              | 1:53.75         | +12.03          |
| 36     | 79      | Кристапс Звејниекс               | Летонија             | 59,31           | 48              | 56,81           | 36              | 1:56,12         | +14,40          |
| 37     | 19      | Марк Ђини                        | Швајцарска           | 55,50           | 38              | 1:01,24         | 44              | 1:56,74         | +15,02          |
| 38     | 21      | Бред Спенс                       | Канада               | 53.27           | 19              | 1:03.48         | 46              | 1:56,75         | +15,03          |
| 39     | 44      | Криштоф Кризл                    | Чешка                | 54,36           | 33              | 1:03,07         | 45              | 1:57,43         | +15,71          |
| 40     | 81      | Никос Бону                       | Грчка                | 1:00.35         | 49              | 58.62           | 38              | 1:58.97         | +17.25          |
| 41     | 92      | Кристијан Виал                   | Данска               | 1:01.65         | 52              | 58.41           | 37              | 2:00.06         | +18.34          |
| 42     | 89      | Јонатан Лонги                    | Бразил               | 1:01.11         | 50              | 59.13           | 39              | 2:00.24         | +18.52          |
| 43     | 87      | Бојан Косић                      | Црна Гора            | 1:01,83         | 53              | 1:00,99         | 43              | 2:02,82         | +21,10          |
| 44     | 91      | Бертолд Сепеши                   | Мађарска             | 1:03.11         | 54              | 59.92           | 41              | 2:03.03         | +21.31          |
| 45     | 94      | Виталиј Румјанцев                | Литванија            | 1:03,93         | 55              | 59,13           | 39              | 2:03,06         | +21,34          |
| 46     | 90      | Игор Вахненко                    | Украјина             | 1:04,04         | 56              | 1:00,16         | 42              | 2:04,20         | +22,48          |
| 47     | 83      | Марко Рудић                      | Босна и Херцеговина  | 1:01,35         | 51              | 1:13,70         | 48              | 2:15,05         | +33,33          |
| 48     | 93      | Ердинч Тирксевер                 | Турска               | 1:05,42         | 57              | 1:10,14         | 47              | 2:15,56         | +33,84          |
|        | 4       | Рајнфрид Хербст                  | Аустрија             | 52,65           | 10              | Није завршио    | Није завршио    | Није завршио    | Није завршио    |
|        | 12      | Ђулијано Рацоли                  | Италија              | 52,77           | 11              | Није завршио    | Није завршио    | Није завршио    | Није завршио    |
|        | 40      | Волфганг Херл                    | Аустрија             | 53,17           | 18              | Није завршио    | Није завршио    | Није завршио    | Није завршио    |
|        | 13      | Феликс Нојројтер                 | Немачка              | 53,65           | 22              | Није завршио    | Није завршио    | Није завршио    | Није завршио    |
|        | 36      | Матиц Скубе                      | Словенија            | 53,77           | 24              | Није завршио    | Није завршио    | Није завршио    | Није завршио    |
|        | 27      | Акира Сасаки                     | Јапан                | 54,18           | 31              | Није завршио    | Није завршио    | Није завршио    | Није завршио    |
|        | 32      | Дејвид Чодунски                  | САД                  | 54,57           | 34              | Није завршио    | Није завршио    | Није завршио    | Није завршио    |
|        | 46      | Лејф Кристијан Хауген            | Норвешка             | 55,43           | 36              | Није завршио    | Није завршио    | Није завршио    | Није завршио    |
|        | 49      | Виктор Малмстром                 | Финска               | 58,35           | 45              | Није завршио    | Није завршио    | Није завршио    | Није завршио    |
|        | 99      | Артем Воронов                    | Узбекистан           | 1:09,78         | 58              | Није завршио    | Није завршио    | Није завршио    | Није завршио    |
|        | 7       | Силван Цурбриген                 | Швајцарска           | Није завршио    | Није завршио    | Није завршио    | Није завршио    | Није завршио    | Није завршио    |
|        | 9       | Стив Мисије                      | Француска            | Није завршио    | Није завршио    | Није завршио    | Није завршио    | Није завршио    | Није завршио    |
|        | 15      | Мајкл Џеник                      | Канада               | Није завршио    | Није завршио    | Није завршио    | Није завршио    | Није завршио    | Није завршио    |
|        | 24      | Ондреј Банк                      | Чешка                | Није завршио    | Није завршио    | Није завршио    | Није завршио    | Није завршио    | Није завршио    |
|        | 31      | Ћетил Јансруд                    | Норвешка             | Није завршио    | Није завршио    | Није завршио    | Није завршио    | Није завршио    | Није завршио    |
|        | 35      | Вил Бранденбург                  | САД                  | Није завршио    | Није завршио    | Није завршио    | Није завршио    | Није завршио    | Није завршио    |
|        | 38      | Кале Паландер                    | Финска               | Није завршио    | Није завршио    | Није завршио    | Није завршио    | Није завршио    | Није завршио    |
|        | 42      | Максим Тисо                      | Француска            | Није завршио    | Није завршио    | Није завршио    | Није завршио    | Није завршио    | Није завршио    |
|        | 45      | Бјервинг Бјергвинсон             | Исланд               | Није завршио    | Није завршио    | Није завршио    | Није завршио    | Није завршио    | Није завршио    |
|        | 47      | Ноел Бакстер                     | Уједињено Краљевство | Није завршио    | Није завршио    | Није завршио    | Није завршио    | Није завршио    | Није завршио    |
|        | 48      | Мартин Враблик                   | Чешка                | Није завршио    | Није завршио    | Није завршио    | Није завршио    | Није завршио    | Није завршио    |
|        | 50      | Натко Зрнчић-Дим                 | Хрватска             | Није завршио    | Није завршио    | Није завршио    | Није завршио    | Није завршио    | Није завршио    |
|        | 52      | Александар Хорошилов             | Русија               | Није завршио    | Није завршио    | Није завршио    | Није завршио    | Није завршио    | Није завршио    |
|        | 54      | Кзунг Сунг-Хјун                  | Јужна Кореја         | Није завршио    | Није завршио    | Није завршио    | Није завршио    | Није завршио    | Није завршио    |
|        | 55      | Дејвид Рајдинг                   | Уједињено Краљевство | Није завршио    | Није завршио    | Није завршио    | Није завршио    | Није завршио    | Није завршио    |
|        | 57      | Маркус Сандел                    | Финска               | Није завршио    | Није завршио    | Није завршио    | Није завршио    | Није завршио    | Није завршио    |
|        | 58      | Степан Зујев                     | Русија               | Није завршио    | Није завршио    | Није завршио    | Није завршио    | Није завршио    | Није завршио    |
|        | 60      | Георги Георгијев                 | Бугарска             | Није завршио    | Није завршио    | Није завршио    | Није завршио    | Није завршио    | Није завршио    |
|        | 61      | Кај Алертс                       | Белгија              | Није завршио    | Није завршио    | Није завршио    | Није завршио    | Није завршио    | Није завршио    |
|        | 64      | Ким Ву-Сунг                      | Јужна Кореја         | Није завршио    | Није завршио    | Није завршио    | Није завршио    | Није завршио    | Није завршио    |
|        | 65      | Јури ван Рој                     | Холандија            | Није завршио    | Није завршио    | Није завршио    | Није завршио    | Није завршио    | Није завршио    |
|        | 66      | Штефан Лујц                      | Немачка              | Није завршио    | Није завршио    | Није завршио    | Није завршио    | Није завршио    | Није завршио    |
|        | 67      | Сантери Палонијеми               | Финска               | Није завршио    | Није завршио    | Није завршио    | Није завршио    | Није завршио    | Није завршио    |
|        | 68      | Пурија Савех-Шемшаки             | Иран                 | Није завршио    | Није завршио    | Није завршио    | Није завршио    | Није завршио    | Није завршио    |
|        | 69      | Јарослав Бабушак                 | Словачка             | Није завршио    | Није завршио    | Није завршио    | Није завршио    | Није завршио    | Није завршио    |
|        | 71      | Себастијано Гасталди             | Аргентина            | Није завршио    | Није завршио    | Није завршио    | Није завршио    | Није завршио    | Није завршио    |
|        | 73      | Маћеј Бидлински                  | Пољска               | Није завршио    | Није завршио    | Није завршио    | Није завршио    | Није завршио    | Није завршио    |
|        | 74      | Пол Карерас                      | Шпанија              | Није завршио    | Није завршио    | Није завршио    | Није завршио    | Није завршио    | Није завршио    |
|        | 76      | Бенџамин Грифин                  | Нови Зеланд          | Није завршио    | Није завршио    | Није завршио    | Није завршио    | Није завршио    | Није завршио    |
|        | 77      | Зимон Хеб                        | Лихтенштајн          | Није завршио\|  | Није завршио\|  | Није завршио\|  | Није завршио\|  | Није завршио\|  | Није завршио\|  |
|        | 78      | Антонио Ристевски                | Република Македонија | Није завршио    | Није завршио    | Није завршио    | Није завршио    | Није завршио    | Није завршио    |
|        | 80      | Јоан-Габријел Нан                | Румунија             | Није завршио    | Није завршио    | Није завршио    | Није завршио    | Није завршио    | Није завршио    |
|        | 82      | Алекс Бениајдзе                  | Грузија              | Није завршио    | Није завршио    | Није завршио    | Није завршио    | Није завршио    | Није завршио    |
|        | 84      | Мартин Хубер                     | Казахстан            | Није завршио    | Није завршио    | Није завршио    | Није завршио    | Није завршио    | Није завршио    |
|        | 85      | Патрик Брахнер                   | Азербејџан           | Није завршио    | Није завршио    | Није завршио    | Није завршио    | Није завршио    | Није завршио    |
|        | 86      | Јури Данилочкин                  | Белорусија           | Није завршио    | Није завршио    | Није завршио    | Није завршио    | Није завршио    | Није завршио    |
|        | 88      | Мартин Ангвита                   | Чиле                 | Није завршио    | Није завршио    | Није завршио    | Није завршио    | Није завршио    | Није завршио    |
|        | 95      | Жанг Јушин                       | Кина                 | Није завршио    | Није завршио    | Није завршио    | Није завршио    | Није завршио    | Није завршио    |
|        | 96      | Константинос Папамикаел          | Кипар                | Није завршио    | Није завршио    | Није завршио    | Није завршио    | Није завршио    | Није завршио    |
|        | 97      | Александер Хит                   | Јужна Африка         | Није завршио    | Није завршио    | Није завршио    | Није завршио    | Није завршио    | Није завршио    |
|        | 100     | Арсен Нерсисјан                  | Јерменија            | Није завршио    | Није завршио    | Није завршио    | Није завршио    | Није завршио    | Није завршио    |
|        | 98      | Виргил Вандепут                  | Израел               | Дисквалификован | Дисквалификован | Дисквалификован | Дисквалификован | Дисквалификован | Дисквалификован |